# Liste der Naturdenkmale in Friesenheim (Baden)
| Naturdenkmale | Anzahl |
| ------------- | ------ |
| FND           | 1      |
| END           | 6      |
| Gesamt        | 7      |

Die Liste der Naturdenkmale in Friesenheim nennt die verordneten Naturdenkmale (ND) der im baden-württembergischen Ortenaukreis liegenden Gemeinde Friesenheim. In Friesenheim gibt es insgesamt sieben als Naturdenkmal geschützte Objekte, davon ein flächenhaftes Naturdenkmal (FND) und sechs Einzelgebilde-Naturdenkmale (END).
Stand: 31. Oktober 2016.

## Flächenhafte Naturdenkmale (FND)
| Name                              | Bild | Kennung     | Einzelheiten | Position | Fläche Hektar | Datum       |
| --------------------------------- | ---- | ----------- | ------------ | -------- | ------------- | ----------- |
| Felsengruppe (Scheibenbergfelsen) |      | 83170310001 | Friesenheim  | ???      | 0,2           | 3. Mai 1950 |
| Legende für Naturdenkmal          |      |             |              |          |               |             |

## Einzelgebilde (END)
| Name                     | Bild | Kennung     | Einzelheiten | Position | Fläche Hektar | Datum         |
| ------------------------ | ---- | ----------- | ------------ | -------- | ------------- | ------------- |
| Blutbuche                |      | 83170310003 | Friesenheim  | ???      | 0,0           | 27. Juni 1980 |
| Eiche am Soldatengrab    |      | 83170310006 | Friesenheim  | ???      | 0,0           | 27. Juni 1980 |
| Feldlinde                |      | 83170310004 | Friesenheim  | ???      | 0,0           | 27. Juni 1980 |
| Krokodilstein            |      | 83170310005 | Friesenheim  | ???      | 0,0           | 27. Juni 1980 |
| 1 Sommerlinde            |      | 83170310007 | Friesenheim  | ???      | 0,0           | 14. Nov. 1994 |
| 1 Ulme                   |      | 83170310008 | Friesenheim  | ???      | 0,0           | 14. Nov. 1994 |
| Legende für Naturdenkmal |      |             |              |          |               |               |